# Aphodius fimetarius
Espèce
Aphodius fimetarius est une espèce d'insectes coprophages de l'ordre des coléoptères, de la famille des Scarabaeidae.

## Description
Ce scarabée est cylindrique, de petite taille et se nourrit d'excréments d'herbivores sans les enterrer. La nuit ils sont attirés par la lumière. Les segments abdominaux sont noirs de même que l'écusson relevé à l'extrémité et ponctué à la base. Les élytres vont du brun rouge au jaune rouge.

## Répartition
L'espèce est très commune partout. Elle a été notamment recensée dans le Nord-Pas-de-Calais en 1988.

## Synonymie
Avec Catalogue of Life (27 août 2014) :
- Aphodius nodifrons Randall, 1838
- Scarabaeus autumnalis Naezen, 1792
- Scarabaeus pedellus Degeer, 1774

Cette espèce est l'espèce genre.
Avec INPN (27 août 2014) :
- Aphodius fimetivorus Gistel, 1857
- Aphodius (Aphodius) fimetarius
- Scarabaeus bicolor Geoffroy in Fourcroy, 1785